# 西戸部町
西戸部町（にしとべちょう）は、神奈川県横浜市西区の町名。現行行政地名は西戸部町1～3丁目（字丁目）。住居表示未実施区域。面積は0.418Km²。

## 地理
西区南部の丘陵地に位置する。1〜3丁目の字丁目があり、南東が1丁目、中央部が2丁目、北西が3丁目となる。1丁目南西に横浜市立一本松小学校、3丁目北東に横浜市立西中学校、同西部には第15〜16代横浜市長平沼亮三や戸部刑場で処刑された囚人の墓所のある願成寺があり、その他町域の大半が住宅地である。町内に幹線道路は通っていないが、水道道が北西から南東の野毛山公園に伸びる。この道は西谷浄水場と野毛山浄水場（現在は配水池）を結ぶ導水管の上を通り、ほぼ一直線であるが「尻こすり坂」などの急坂がある。町の北部、西中学校付近から西区総合庁舎方面に下る坂は「くらやみ坂」と称する。坂の名の由来については、源頼朝が、袖ヶ浦と呼ばれた美しい入り江や富士山の景色に馬を止めた「鞍止み坂」、樹木がうっそうと生い茂っていた「暗闇坂」、かつては勾配が急で、一旦鞍を置いて馬を止めた「鞍止み坂」とする説がある。
町の東部を京急本線がトンネルおよび半地下構造で通過するが、町内に駅は設けられていない。路線バスは、一本松小学校から西戸部町1丁目、野毛山動物園前、桜木町駅を通り横浜駅を結ぶ横浜市営バス89系統（ぶらり観光SAN路線）が運行されている。
1丁目の一部が崖になっており、即時避難指示対象区域に指定されている。

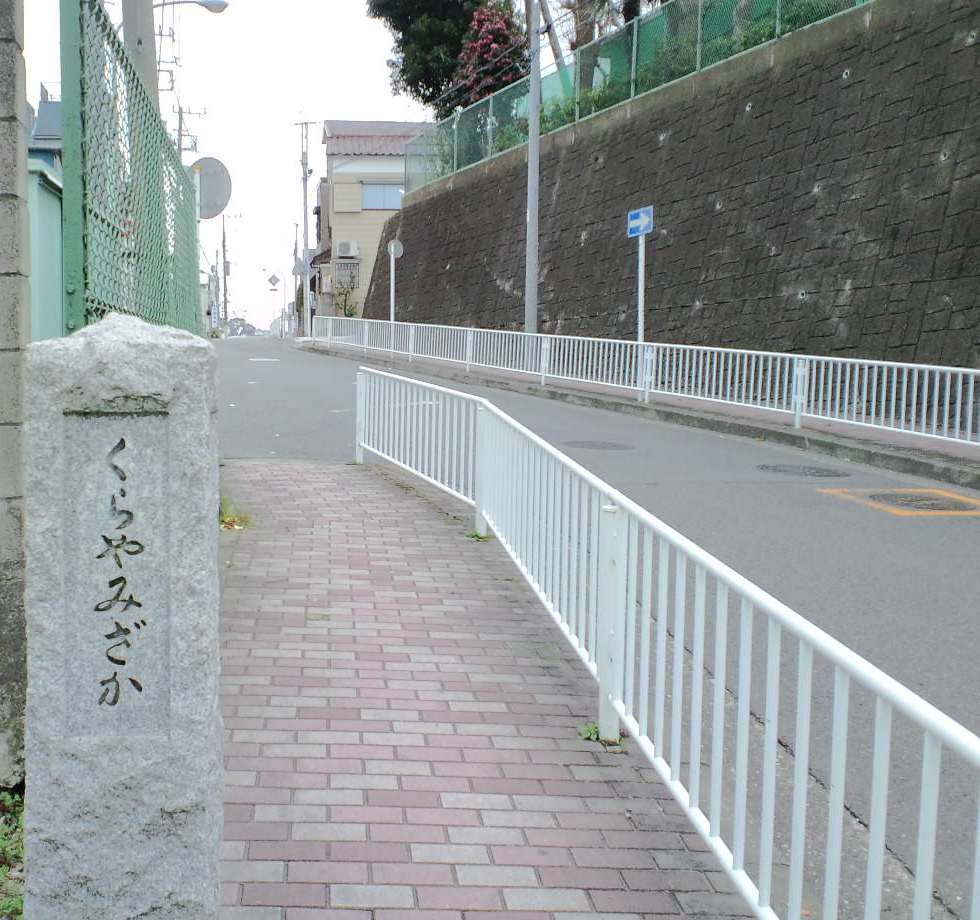
くらやみ坂
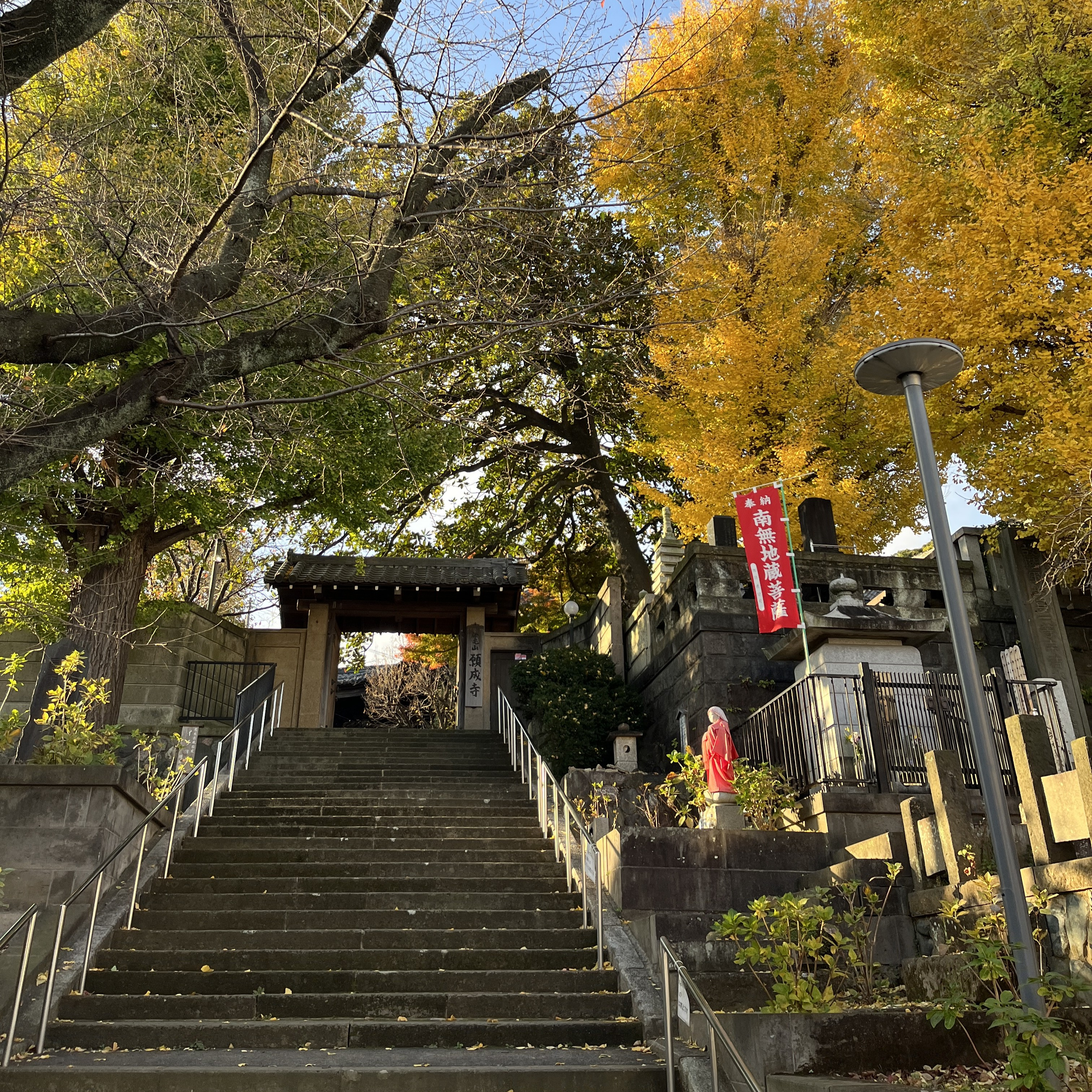
願成寺
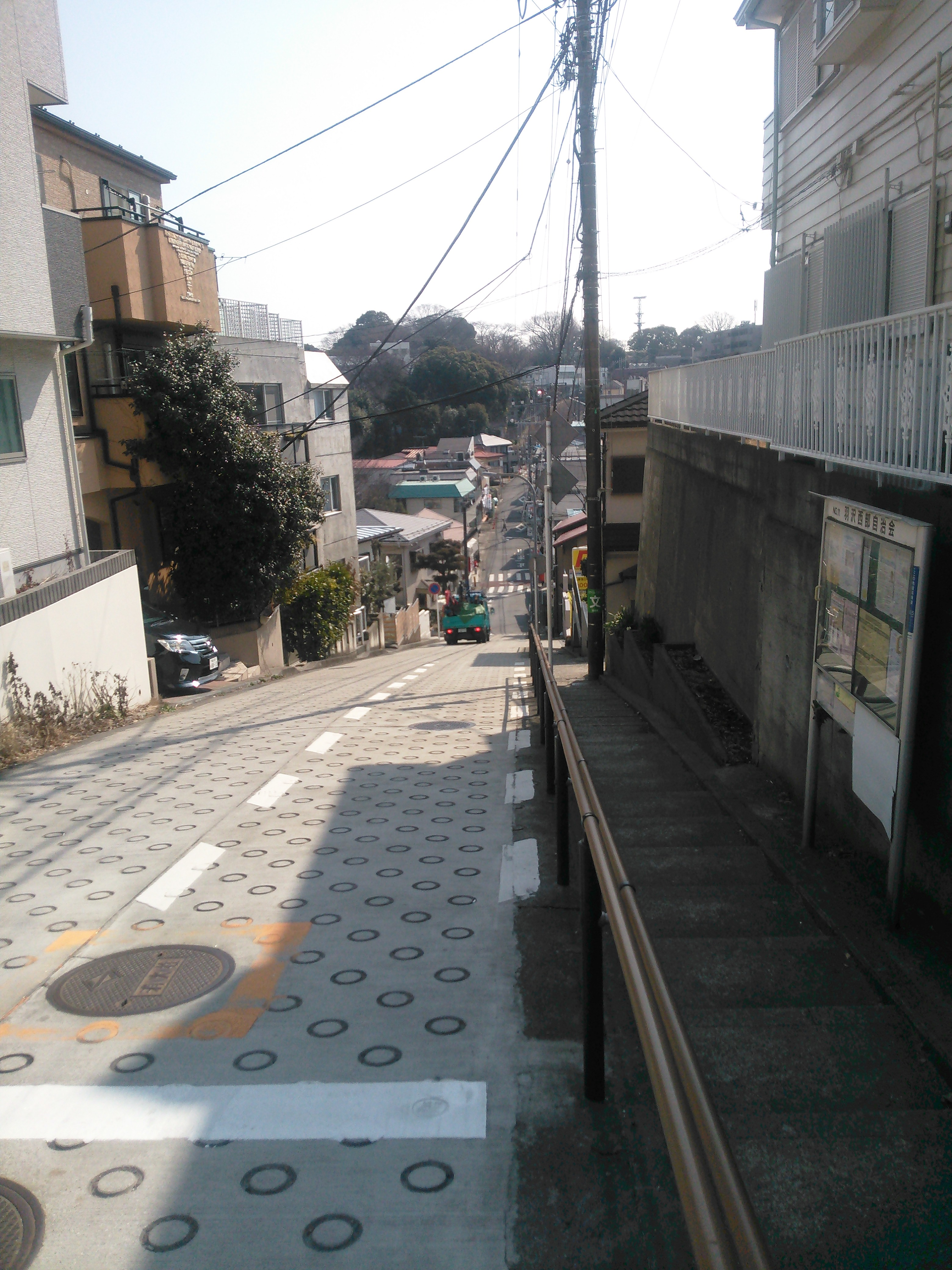
水道道の尻こすり坂上から野毛山公園方面を見下ろす
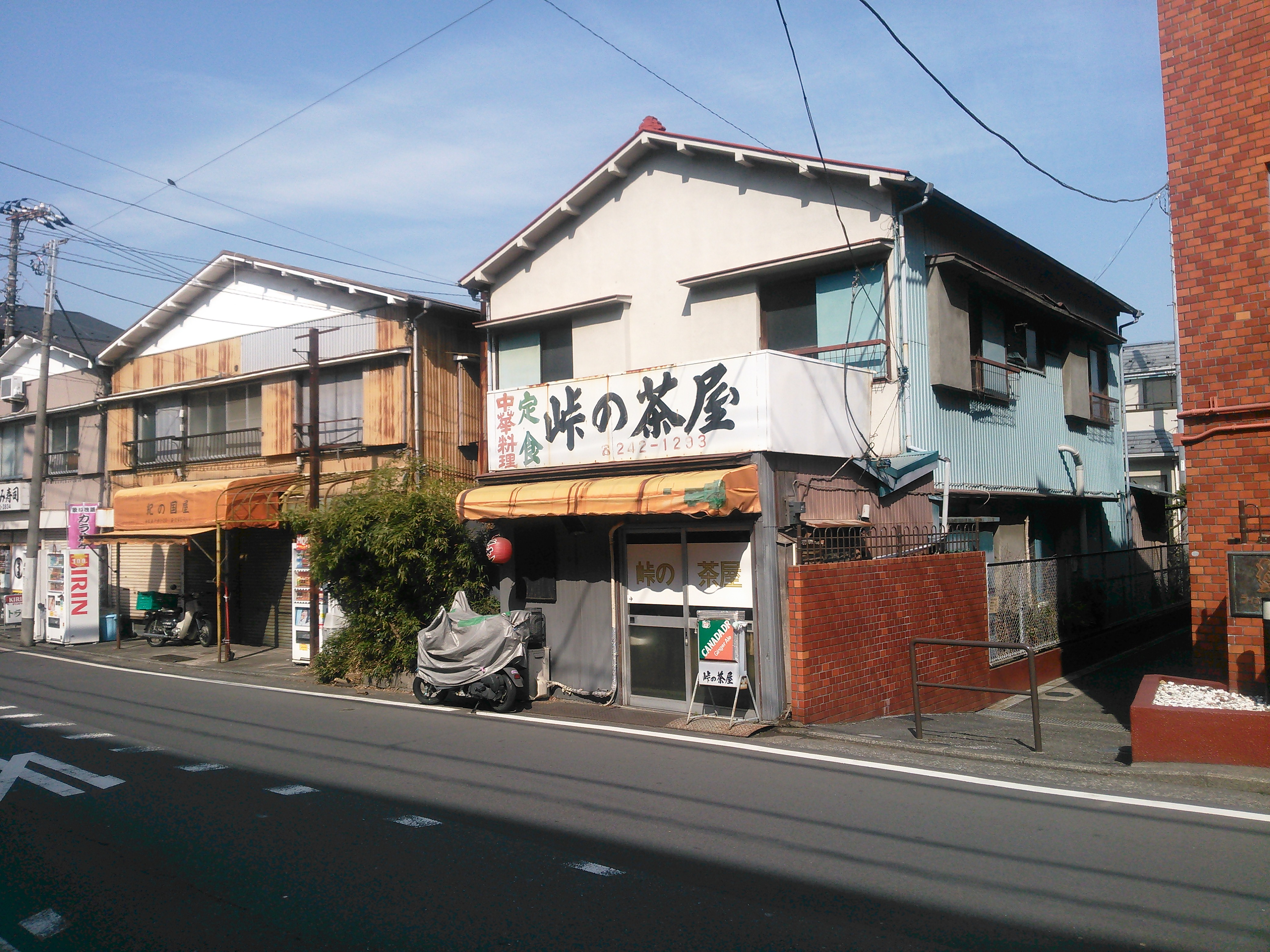
水道道沿いにある「峠の茶屋」。開店は1964年[13]。
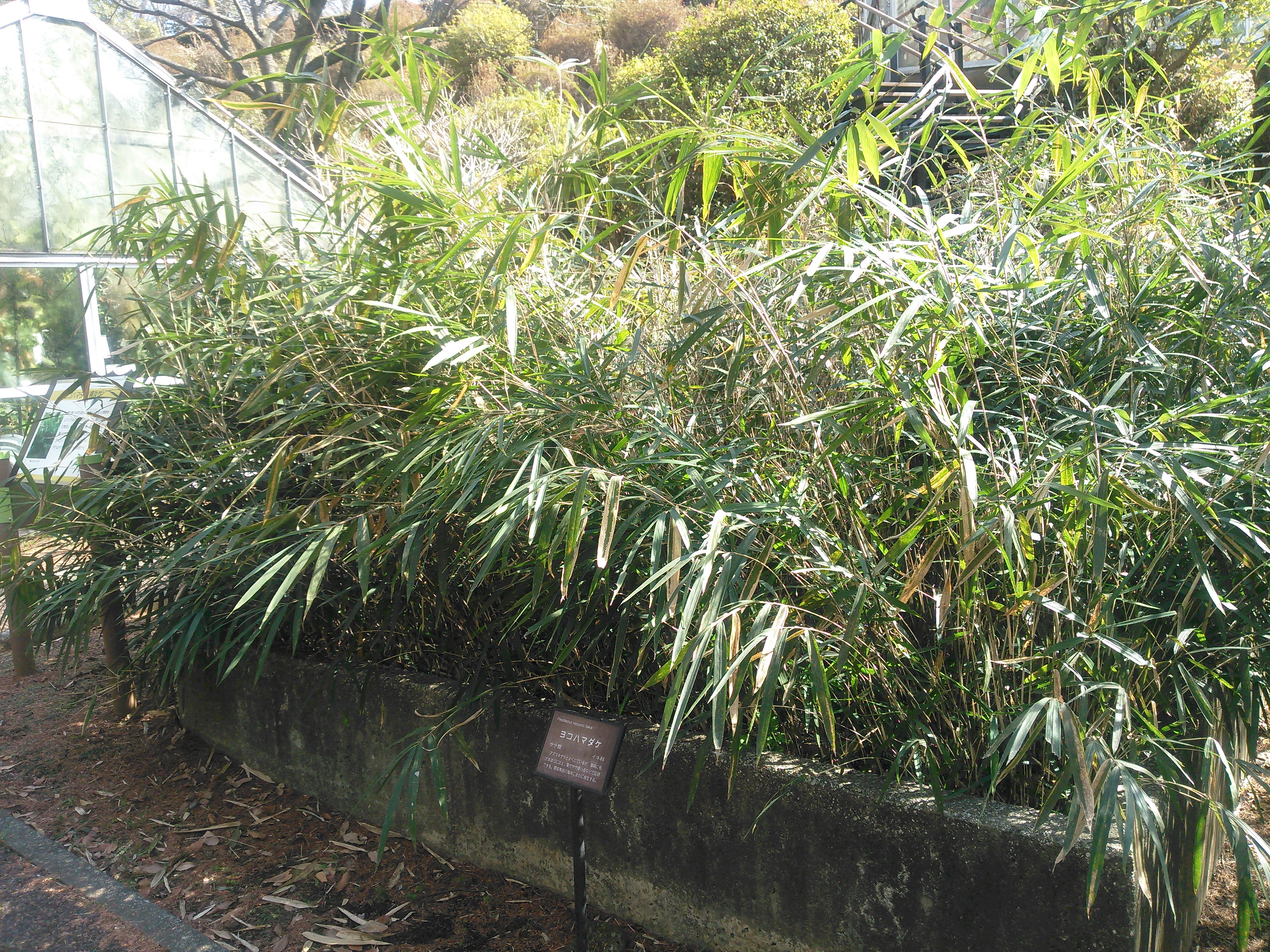
1912年にこの地で発見されたヨコハマダケ。ササの一種である。写真は横浜市こども植物園で栽培されているもの。

### 地価
住宅地の地価は、2025年（令和7年）1月1日の公示地価によれば、西戸部町2丁目118番5外の地点で27万8000円/m²となっている。

## 世帯数と人口
2025年（令和7年）6月30日現在（横浜市発表）の世帯数と人口は以下の通りである。
| 丁目          | 世帯数    | 人口    |
| ------------- | --------- | ------- |
| 西戸部町1丁目 | 1,319世帯 | 2,218人 |
| 西戸部町2丁目 | 1,959世帯 | 3,554人 |
| 西戸部町3丁目 | 764世帯   | 1,445人 |
| 計            | 4,042世帯 | 7,217人 |

### 人口の変遷
国勢調査による人口の推移。
| 年                 | 人口  |
| ------------------ | ----- |
| 1995年（平成7年）  | 7,768 |
| 2000年（平成12年） | 7,619 |
| 2005年（平成17年） | 7,313 |
| 2010年（平成22年） | 7,196 |
| 2015年（平成27年） | 7,060 |
| 2020年（令和2年）  | 7,111 |

### 世帯数の変遷
国勢調査による世帯数の推移。
| 年                 | 世帯数 |
| ------------------ | ------ |
| 1995年（平成7年）  | 3,305  |
| 2000年（平成12年） | 3,323  |
| 2005年（平成17年） | 3,312  |
| 2010年（平成22年） | 3,326  |
| 2015年（平成27年） | 3,264  |
| 2020年（令和2年）  | 3,580  |

## 学区
市立小・中学校に通う場合、学区は以下の通りとなる（2024年11月時点）。
| 丁目          | 番・番地等                | 小学校               | 中学校             |
| ------------- | ------------------------- | -------------------- | ------------------ |
| 西戸部町1丁目 | 1〜116番地                | 横浜市立一本松小学校 | 横浜市立老松中学校 |
| 西戸部町2丁目 | 193〜251番地              | 横浜市立一本松小学校 | 横浜市立老松中学校 |
| 西戸部町2丁目 | 170〜189番地              | 横浜市立西前小学校   | 横浜市立西中学校   |
| 西戸部町2丁目 | 117〜169番地 190〜192番地 | 横浜市立戸部小学校   | 横浜市立老松中学校 |
| 西戸部町3丁目 | 311〜318番地              | 横浜市立戸部小学校   | 横浜市立老松中学校 |
| 西戸部町3丁目 | 252〜310番地              | 横浜市立西前小学校   | 横浜市立西中学校   |

## 事業所
2021年現在の経済センサス調査による事業所数と従業員数は以下の通りである。
| 丁目          | 事業所数 | 従業員数 |
| ------------- | -------- | -------- |
| 西戸部町1丁目 | 18事業所 | 105人    |
| 西戸部町2丁目 | 20事業所 | 126人    |
| 西戸部町3丁目 | 12事業所 | 105人    |
| 計            | 50事業所 | 336人    |

### 事業者数の変遷
経済センサスによる事業所数の推移。
| 年                 | 事業者数 |
| ------------------ | -------- |
| 2016年（平成28年） | 65       |
| 2021年（令和3年）  | 50       |

### 従業員数の変遷
経済センサスによる従業員数の推移。
| 年                 | 従業員数 |
| ------------------ | -------- |
| 2016年（平成28年） | 268      |
| 2021年（令和3年）  | 336      |

## 歴史
元は久良岐郡戸太町字戸部の一部で、1901年（明治34年）の横浜市市制施行の際に新設された。隣接して既に「戸部町」があったため「西戸部町」と命名された。1927年（昭和2年）、区制施行により中区の一部、1944年に中区から西区が分離され、西区の一部となる。町域は昭和時代に数回にわたり変更された。1928年（昭和3年）、一部が戸部町・伊勢町・扇田町・杉山町・浜松町・御所山町・天神町・石崎町・西前町・藤棚町および神奈川区西平沼町・平沼町となる。1935年（昭和10年）には一部が老松町・藤棚町・御所山町・野毛町・宮川町・日ノ出町・境之谷となる。1938年（昭和13年）には浜松町・扇田町・老松町・境之谷・藤棚町、1966年（昭和41年）には町域の一部が新設された中央1丁目に組み込まれた。
くらやみ坂近くには戸部刑場があり、鎌倉事件の清水清次と間宮一もここで刑に処された。
1902年（明治35年）に、書家中林梧竹の後援者の海老塚四郎兵衛による海老塚防水布工場、1907年（明治40年）には横浜種牛株式会社が設立。1911年（大正元年）には麻真田製紐機工場が建ち、周辺には製紐関係の工場が多く進出した。浮世絵研究家の小島烏水も、この地に居を構えた。

### 池ノ坂の池
町の中央部にはかつて池があった。雑木林と崖に囲まれた、8000平方メートルほどの勾玉状の池で、農業用水として使われていた。正式な名称はなく、「池ノ坂の池」とも、数々の伝説やうわさがあったことから「魔の池」とも通称された。戸部刑場で首を斬られた囚人がこの近くを通り寺に運ばれる際にこの池で血を洗ったと言われ、事故や自殺などで水死する者が跡を絶たなかった。
1912年（明治45年）、神奈川県尋常中学校（現：神奈川県立希望ヶ丘高等学校。当時は隣接する藤棚町にあった）の植物学教師であった松野重太郎は、通勤中に池のほとりに群生しているササがアズマネザサと異なることに気付き、親交のあった牧野富太郎に見せたところ、新種と判明。ヨコハマダケと命名された。葉の質が厚く硬く、アズマネザサより葉が鋭く尖り、メダケとアズマネザサと中間の種である。近くに刑場があり、池の水が血液の鉄分を含んでいたため変異したものと考えられている。ヨコハマダケは、松野が晩年を過ごした都筑区川和町の自宅跡と、南区の横浜市こども植物園に移植されている。
1920年（大正9年）9月30日夜、台風による豪雨で北側の堤が決壊し、千戸余りの住宅が流され19人が死亡する大惨事となった。犠牲者の供養塔は町内の願成寺に建てられている。池は住民の陳情により埋め立てられ、関東大震災の後は民家が建ち並んだ。現在は、池の跡地は西戸部三丁目公園となっている。

## その他

### 日本郵便
- 郵便番号：220-0046[3]（集配局：神奈川郵便局[29]）

### 警察
町内の警察の管轄区域は以下の通りである。
| 丁目          | 番・番地等   | 警察署     | 交番・駐在所   |
| ------------- | ------------ | ---------- | -------------- |
| 西戸部町1丁目 | 1〜55番地    | 戸部警察署 | 野毛山公園交番 |
| 西戸部町1丁目 | 56〜116番地  | 戸部警察署 | 一本松交番     |
| 西戸部町2丁目 | 198〜251番地 | 戸部警察署 | 一本松交番     |
| 西戸部町2丁目 | 117〜197番地 | 戸部警察署 | 伊勢町交番     |
| 西戸部町2丁目 | 252〜284番地 | 戸部警察署 | 藤棚町交番     |
| 西戸部町3丁目 | 290〜310番地 | 戸部警察署 | 藤棚町交番     |
| 西戸部町3丁目 | 285〜289番地 | 戸部警察署 | 伊勢町交番     |